# Imprezowo
Imprezowo (Swingtown, 2008) – amerykański serial telewizyjny. Jego premiera miała miejsce 5 czerwca 2008 na kanale CBS. Emitowany m.in. na kanale Universal Channel w Rumunii, ITV3 w Anglii, Network Ten w Australii oraz na Global w Kanadzie.

## Obsada
- Molly Parker jako Susan Miller
- Jack Davenport jako Bruce Miller
- Lana Parrilla jako Trina Decker
- Grant Show jako Tom Decker
- Miriam Shor jako Janet Thompson
- Josh Hopkins jako Roger Thompson
- Aaron Christian Howles jako B. J. Miller
- Brittany Robertson jako Samantha Saxton
- Kate Norby jako Gail Saxton
- Michael Rady jako Doug Stephens
- Nick Benson jako Rick Thompson

## Spis odcinków
| Premiera odcinka | N/o | Polski tytuł            | Angielski tytuł       |
| ---------------- | --- | ----------------------- | --------------------- |
|                  |     |                         |                       |
| SERIA PIERWSZA   |     |                         |                       |
|                  |     |                         |                       |
| 01.08.2008       | 01  | Pilot                   | Pilot                 |
|                  |     |                         |                       |
|                  | 02  | Miłość ma swoje sposoby | Love Will Find a Way  |
|                  |     |                         |                       |
|                  | 03  | Podwójna demaskacja     | Double Exposure       |
|                  |     |                         |                       |
|                  | 04  | Klaustrofobia           | Cabin Fever           |
|                  |     |                         |                       |
|                  | 05  | Rób swoje               | Go Your Own Way       |
|                  |     |                         |                       |
|                  | 06  | Pożytek z przyjaciół    | Friends with Benefits |
|                  |     |                         |                       |
|                  | 07  | Żar                     | Heatwave              |
|                  |     |                         |                       |
|                  | 08  | Puzzlerama              | Puzzlerama            |
|                  |     |                         |                       |
|                  | 09  | Zabawus finitus         | Swingus Interruptus   |
|                  |     |                         |                       |
|                  | 10  | Brak napędu             | Running on Empty      |
|                  |     |                         |                       |
|                  | 11  | Zabawa na całego        | Get Down Tonight      |
|                  |     |                         |                       |
|                  | 12  | Niespodzianka           | Surprise              |
|                  |     |                         |                       |
|                  | 13  | Bez ograniczeń          | Take It to the Limit  |
|                  |     |                         |                       |